# 감비아의 재외공관 목록

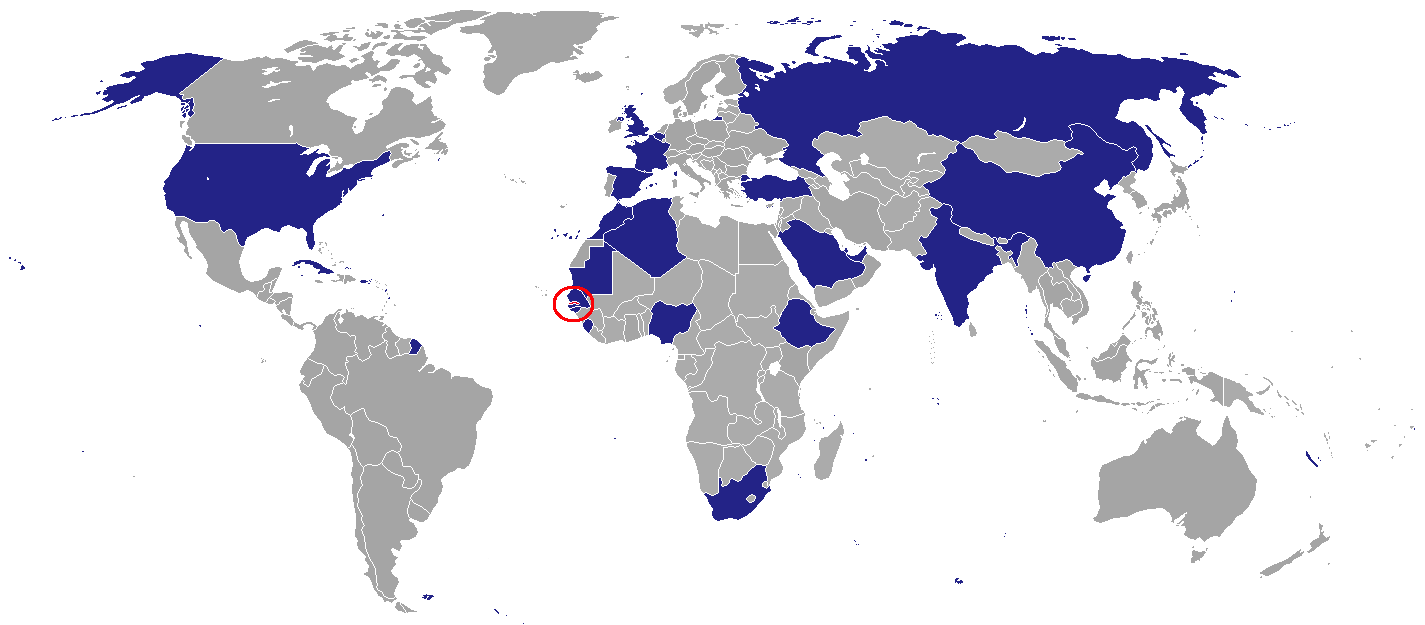
감비아의 재외공관

감비아의 재외공관 목록은 감비아 주재 대사관과 고등판무관 사무소를 각국에 상주시켜 놓는 것을 의미하며 감비아의 재외공관을 나열한 목록이다.

## 아프리카
- 에티오피아 : 아디스아바바 (대사관)
- 가나 : 아크라 (고등판무관 사무소)
- 기니비사우 : 비사우 (대사관)
- 모리타니 : 누악쇼트 (대사관)
- 모로코 : 라바트 (대사관)
- 나이지리아 : 아부자 (고등판무관 사무소), 라고스 (총영사관)
- 세네갈 : 다카르 (대사관)
- 시에라리온 : 프리타운 (고등판무관 사무소)

## 아메리카
- 쿠바 : 아바나 (대사관)
- 미국 : 워싱턴 D.C. (대사관)
- 베네수엘라 : 카라카스 (대사관)

## 아시아
- 중화인민공화국 : 베이징시 (대사관)
- 인도 : 뉴델리 (고등판무관 사무소)
- 이란 : 테헤란 (대사관)
- 카타르 : 도하 (대사관)
- 사우디아라비아 : 리야드 (대사관), 지다 (총영사관)
- 튀르키예 : 앙카라 (대사관)
- 아랍에미리트 : 아부다비 (대사관)

## 유럽
- 벨기에 : 브뤼셀 (대사관)
- 프랑스 : 파리 (대사관)
- 러시아 : 모스크바 (대사관)
- 스페인 : 마드리드 (대사관)
- 영국 : 런던 (고등판무관 사무소)

## 대표부
- EU 감비아 정부 대표부 : 브뤼셀
- UN 감비아 정부 대표부 : 뉴욕, 빈
- ECOWAS 감비아 정부 대표부 : 아부자
- 아프리카 연합 감비아 정부 대표부 : 아디스아바바